# Gnophos furvata
Gnophos furvata är en fjärilsart som beskrevs av Ignaz Schiffermüller 1775. Gnophos furvata ingår i släktet Gnophos och familjen mätare. Inga underarter finns listade i Catalogue of Life.